# Jan Brockhoff
Pour les articles homonymes, voir Brockhoff.
Jan Brockhoff, né le 3 décembre 1994 à Hildesheim, est un coureur cycliste allemand.

## Biographie

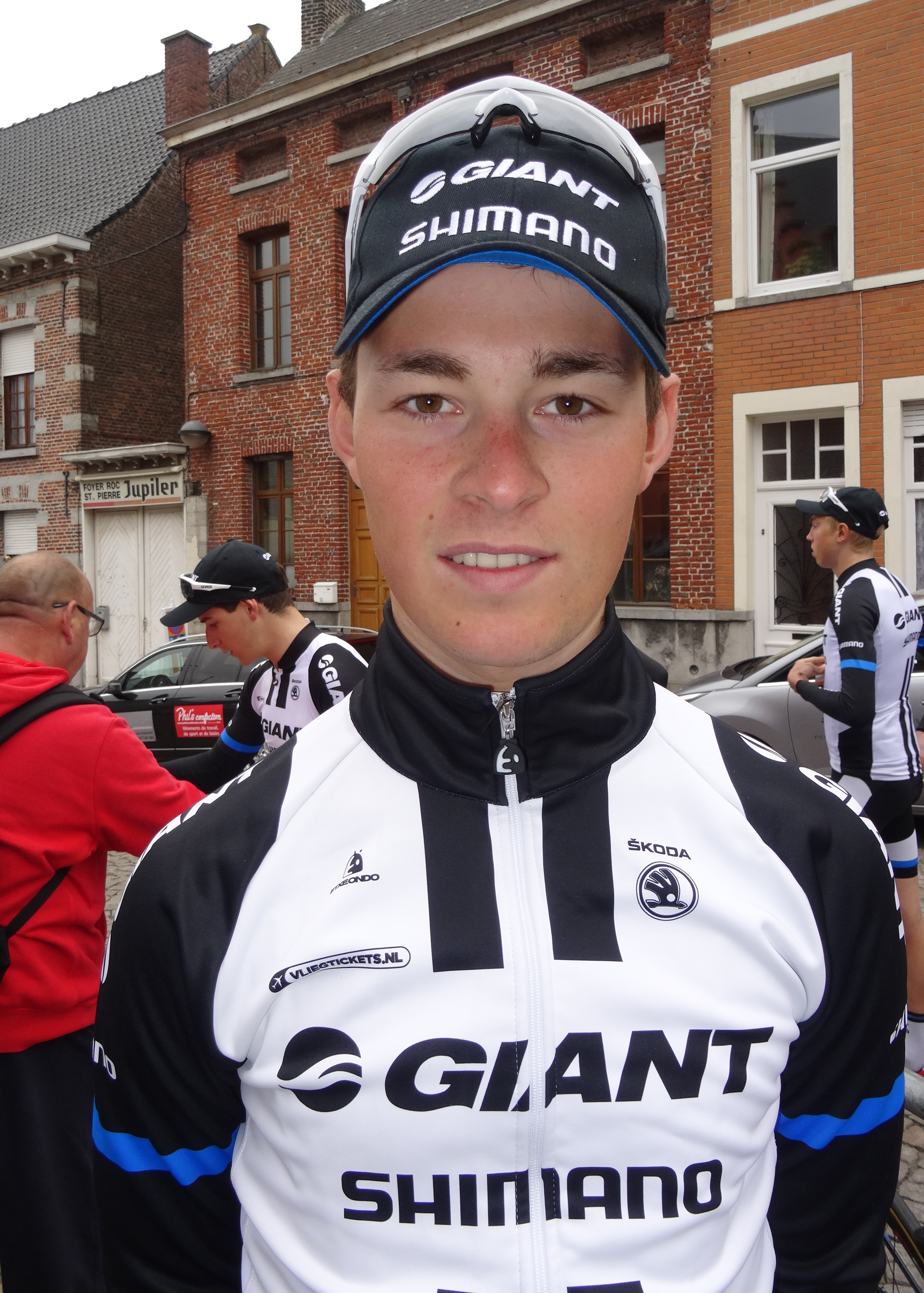
Jan Brockhoff lors du départ de la 1re étape du Triptyque des Monts et Châteaux 2014 à Antoing.

En 2014, Jan Brockhoff s'engage avec l'équipe Giant-Shimano Development, réserve de la formation WorldTour Giant-Shimano, à la suite de l'arrêt de son ancienne équipe Thüringer Energie. En août, il remporte la cinquième et dernière étape du Tour Alsace en s'imposant au sprint face à ses quatre compagnons d'échappée.
Le 12 novembre 2014, l'équipe Etixx annonce la venue de Jan Brockhoff à partir de la saison 2015, et qu'elle se dénommera alors AWT-Greenway.

## Palmarès
- 2011[4]
  - 2ea étape du Tour de Basse-Saxe juniors (contre-la-montre)
- 2012
  -  Champion d'Allemagne sur route juniors
  - 3e du championnat d'Allemagne du contre-la-montre juniors
- 2014
  - 5e étape du Tour Alsace
- 2015
  - Prologue de la Carpathian Couriers Race
- 2016
  - Tour de Düren

## Classements mondiaux
| Année           | 2014 | 2015 | 2016   | 2017 | 2018   |
| --------------- | ---- | ---- | ------ | ---- | ------ |
| UCI Europe Tour | 844e | 376e | 1 353e | 95e  | 1 956e |